# Neosabellaria clandestinus
Neosabellaria clandestinus är en ringmaskart som först beskrevs av Menon och Sareen 1966.  Neosabellaria clandestinus ingår i släktet Neosabellaria och familjen Sabellariidae. Inga underarter finns listade i Catalogue of Life.